# Vasco Creti

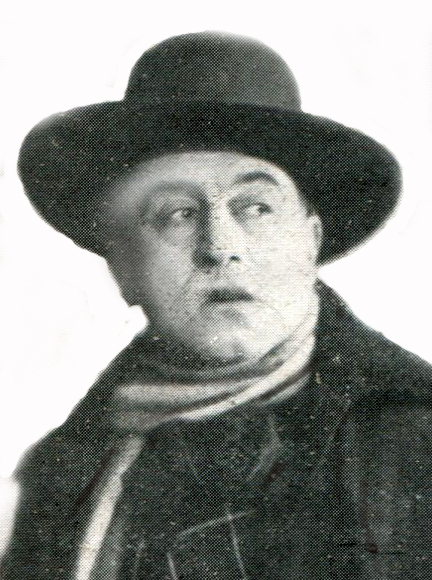
Vasco Creti nel 1929

Vasco Creti (Firenze, 7 dicembre 1874 – Roma, 16 ottobre 1945) è stato un attore italiano.

## Biografia
Figlio d'arte, debuttò a venti anni nella compagnia di Tina Di Lorenzo, dove rimase per quasi 10 anni. Nel 1913 lascia il teatro per dedicarsi al cinema. Nel dopoguerra ritornò a teatro e nel 1930, con l'avvento del sonoro, recitò in alcuni film importanti, di cui però interpretò solo ruoli marginali:  tra le sue migliori interpretazioni si ricorda Don Raffaele Console nel film Non ti pago!.
Sposato con l'attrice Valeria Peretti, era anche fratello di Amelia Chellini.

## Filmografia
- La fuga di Socrate, regia di Guido Brignone (1923)
- Sole, regia di Alessandro Blasetti (1929)
- Corte d'Assise, regia di Guido Brignone (1930)
- Terra madre, regia di Alessandro Blasetti (1931)
- Rubacuori, regia di Guido Brignone (1931)
- L'uomo dall'artiglio, regia di Nunzio Malasomma (1931)
- Il dono del mattino, regia di Enrico Guazzoni (1932)
- La vecchia signora, regia di Amleto Palermi (1932)
- Pergolesi, regia di Guido Brignone (1932)
- La tavola dei poveri, regia di Alessandro Blasetti (1932)
- Palio, regia di Alessandro Blasetti (1932)
- Zaganella e il cavaliere, regia di Gustavo Serena e Giorgio Mannini (1932)
- La fortuna di Zanze, regia di Amleto Palermi (1933)
- Non c'è bisogno di denaro, regia di Amleto Palermi (1933)
- Creature della notte, regia di Amleto Palermi (1933)
- Il caso Haller, regia di Alessandro Blasetti (1933)
- Il treno delle 21,15, regia di Amleto Palermi (1933)
- 1860, regia di Alessandro Blasetti (1934)
- L'eredità dello zio buonanima, regia di Amleto Palermi (1934)
- Seconda B, regia di Goffredo Alessandrini (1934)
- Tenebre, regia di Guido Brignone (1934)
- Vecchia guardia, regia di Alessandro Blasetti (1934)
- Casta Diva, regia di Carmine Gallone (1935)
- Re burlone, regia di Enrico Guazzoni (1935)
- Fiat voluntas Dei, regia di Amleto Palermi (1935)
- Aldebaran, regia di Alessandro Blasetti (1935)
- L'ambasciatore, regia di Baldassarre Negroni (1936)
- La damigella di Bard, regia di Mario Mattoli (1936)
- Bertoldo, Bertoldino e Cacasenno, regia di Giorgio Simonelli (1936)
- I due sergenti, regia di Enrico Guazzoni (1936)
- Gli uomini non sono ingrati, regia di Guido Brignone (1937)
- L'argine, regia di Corrado D'Errico (1938)
- Pietro Micca, regia di Aldo Vergano (1938)
- Il socio invisibile, regia di Roberto Roberti (1939)
- Terra di nessuno, regia di Mario Baffico (1939)
- Il peccato di Rogelia Sanchez, regia di Carlo Borghesio (1940)
- La granduchessa si diverte, regia di Giacomo Gentilomo (1940)
- Validità giorni dieci, regia di Camillo Mastrocinque (1940)
- Un marito per il mese di aprile, regia di Giorgio Simonelli (1941)
- Non ti pago!, regia di Carlo Ludovico Bragaglia (1942)
- Finalmente soli, regia di Giacomo Gentilomo (1942)
- Un garibaldino al convento, regia di Vittorio De Sica (1942)
- Mater dolorosa, regia di Giacomo Gentilomo (1943)